# 68 г. пр.н.е.
68 (шестдесет и осма) година преди новата ера (пр.н.е.) е година от доюлианския (Помпилийски) римски календар.

## Събития

### В Римската република
- Консули на Римската република са Луций Цецилий Метел (умира в началото на годината) и Квинт Марций Рекс. Суфектконсул става Сервилий Вация.
- Остия, градът-пристанище на Рим, е атакуван от пирати, а закотвения там римски флот е унищожен.
- Трета Митридатова война:
  - Лукул обсажда столицата на Тигран II Арташат, но Митридат VI оказва помощ като разсейва римляните. Положението на римския командващ се влошава от разрастващото се негодувание сред войниците му, които са раздразнени от демонстрирания от Лукул луксозен начин на живот в лагера им. Лукул е принуден да вдигне обсадата и да оттегли войската си към Месопотамия, за да попълни продоволствените си и други запаси, където прекарва зимата след като превзема град Нисибис.[1]

## Родени
- 15 април – Гай Цилний Меценат, римски политик и покровител на изкуствата (умрял 8 г. пр.н.е.)
- Арсиноя IV, египетска царица от династията на Птолемеите (умряла 41 г. пр.н.е.)

## Починали
- Антиох от Аскалон, древногръцки философ (роден ок. 125 г. пр.н.е.)
- Луций Цецилий Метел, римски политик
- Корнелия Цина, римска матрона, първата съпруга на Юлий Цезар (родена ок. 94 г. пр.н.е.)